# Marco Junio Bruto
Marco Junio Bruto  (en latín: Marcus Iunius Brutus; 85 a. C.-Filipos, 23 de octubre del 42 a. C.) fue un político y militar romano de la etapa final de la República. Participó en la conspiración que condujo al asesinato de Julio César en los idus de marzo de 44 a. C. Era el sobrino de Catón el Joven. No debe ser confundido con Décimo Junio Bruto Albino, otro miembro de la familia de los Junios Brutos que también participó en el complot.

## Primeros años
Bruto fue miembro de los Junios Brutos, una de las principales ramas de la gens Junia. Era hijo de Marco Junio Bruto, cuyo encaje en los Junios Brutos es desconocido, y Servilia, media hermana de Catón el Joven y amante de Julio César. Algunas fuentes hablan de la posibilidad de que César fuera su verdadero padre, aunque en realidad se trataba de un rumor sin fundamento, ya que César tenía quince años cuando nació Bruto y la relación con su madre empezó más de diez años después.
El tío de Bruto, Quinto Servilio Cepión, hijo a su vez de Quinto Servilio Cepión, lo adoptó cuando era joven y Bruto pasó a llamarse Quinto Servilio Cepión Bruto durante un período desconocido. Su carrera política empezó cuando se convirtió en asistente de su tío Catón, al que tenía en gran estima, durante el periodo en el que este último fue gobernador de Chipre. En esa época, Bruto se enriqueció prestando dinero a altos intereses. Desde su aparición en el Senado, se alineó con la facción conservadora (optimates) en contra del primer triunvirato de Craso, Pompeyo y Julio César. Pompeyo había asesinado al padre de Bruto en el año 77 a. C., durante las proscripciones de Sila.
Cuando estalló la guerra civil en 49 a. C. entre Pompeyo y César, Bruto se alineó junto con su antiguo enemigo y líder de los optimates, Pompeyo. Después de la batalla de Farsalia, Bruto escribió a César pidiendo clemencia y este le perdonó inmediatamente. César le aceptó entre sus seguidores más cercanos y le hizo gobernador de la Galia cuando fue a África persiguiendo a Catón y a Metelo Escipión. Al año siguiente, 45 a. C., César le designó para al cargo de pretor.

## El asesinato de César y sus consecuencias

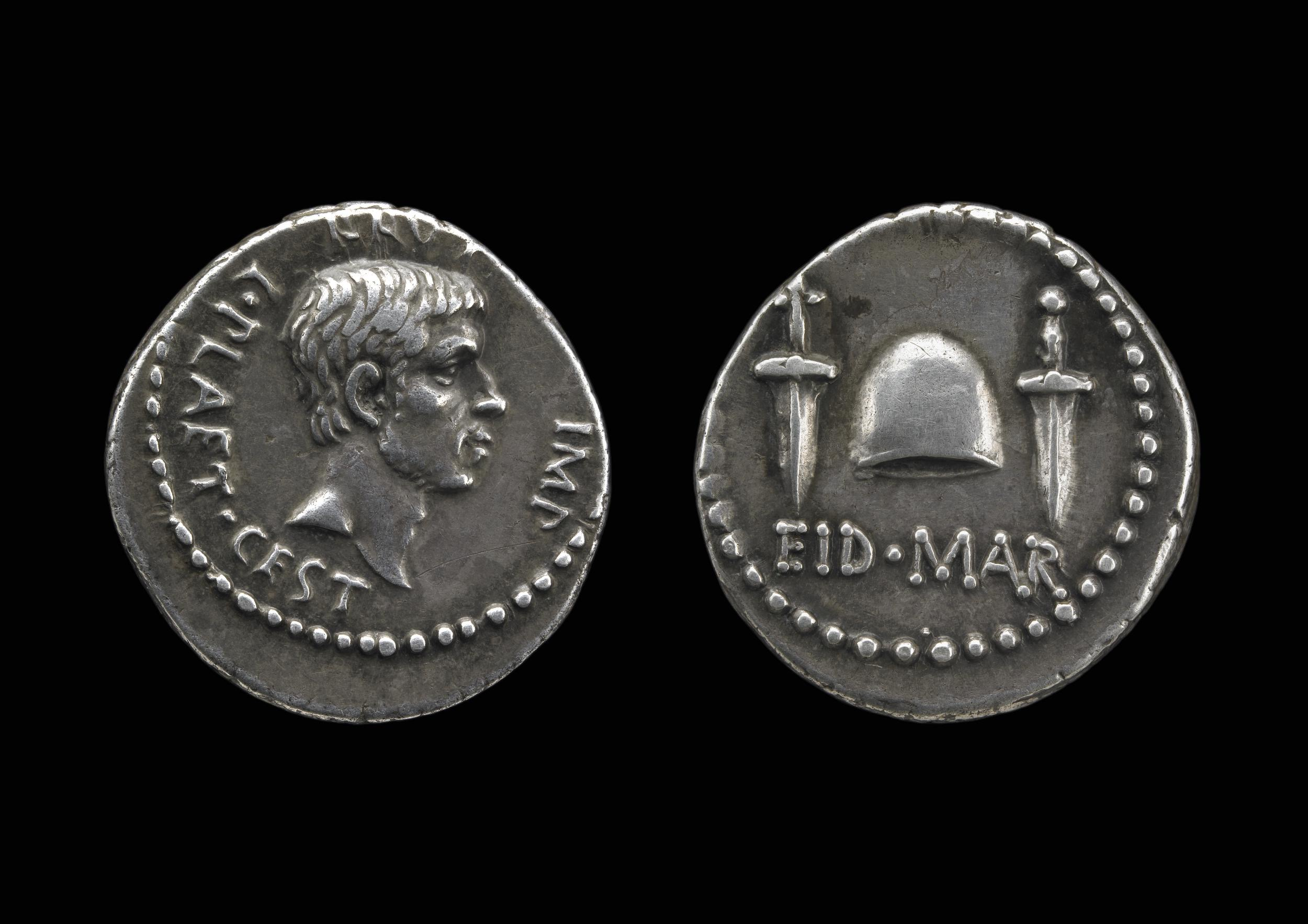
Denario del tipo Idus de marzo acuñado por Bruto en 43–42 a. C. Anv: Bruto. Rev: Píleo entre dos dagas celebran el asesinato de Julio César.

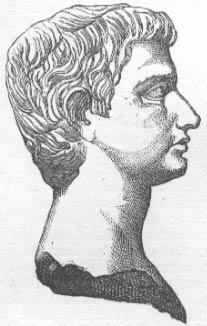
Ilustración de Bruto

Republicano por naturaleza, Bruto nunca trató de esconder sus convicciones políticas. Casado con la hija de Catón, su prima hermana Porcia, escribió un texto alabando las cualidades de su suegro, ya fallecido. César estaba muy encariñado con él y respetaba mucho sus opiniones. Sin embargo, Bruto, como muchos otros senadores, no estaba satisfecho con el estado de la República. César había sido nombrado dictador perpetuo  y había aprobado varias leyes que concentraban el poder en sus manos. Se rumoreaba que solo le faltaba la corona para igualarse a cualquier rey. El período final de la monarquía en Roma era un mal recuerdo. Los romanos habían sustituido la realeza por la República y los más tradicionales no deseaban un regreso a tal sistema. Bruto comenzó una conspiración contra César junto con su cuñado y amigo Cayo Casio Longino y otros senadores. En los idus de marzo (15 de marzo de 44 a. C.), un grupo de senadores, incluyendo a Bruto, asesinaron a César en el teatro de Pompeyo. Se han atribuido tradicionalmente al dictador unas famosas últimas palabras dirigidas a Bruto: Tu quoque, Brute, fili mi (Tú también, Bruto, hijo mío) o también Et tu, Brute? (¿También tú, Bruto?), que se recogen, por ejemplo, en la obra de William Shakespeare Julio César. Suetonio señala que, según algunos autores e historiadores, César dijo, en griego, «Καἱ σύ, τέκνον», Kaì sý, téknon? (¿Incluso tú, hijo mío?), pero que testigos presenciales solo lo vieron cubrirse el rostro con la toga y morir en silencio sin pronunciar palabra, manteniendo así la dignidad.
Tras el asesinato, se demostró que la ciudad de Roma estaba contra los conspiradores, ya que la mayor parte de la población amaba a César. De hecho la asamblea le había otorgado los poderes como después lo haría con Augusto. Marco Antonio, lugarteniente de César, decidió aprovecharse de la situación y el 20 de marzo habló airadamente de los asesinos en el elogio fúnebre de César. A partir de entonces Roma dejó de ver a los conspiradores como salvadores de la República y fueron acusados de traición. Bruto y sus compañeros huyeron a Oriente. En Atenas Bruto se dedicó a obtener fondos para financiar un ejército para la guerra que se aproximaba. Octaviano, sobrino nieto y heredero de César, y Marco Antonio marcharon con sus ejércitos contra Bruto y Casio. Ambos ejércitos se encontraron en la doble batalla de Filipos (42 a. C.). Después del primer encuentro, Casio fue derrotado y se suicidó. Tras el segundo encuentro, ya vencido, Bruto huyó con los restos de su ejército. A punto de ser capturado, Bruto se suicidó arrojándose sobre su espada. Marco Antonio aun así honró a su enemigo caído, declarándole el romano más noble. Mientras que otros conspiradores actuaron por envidia y ambición, Bruto creyó que actuaba por el bien de Roma.

## En la literatura
Las siguientes obras literarias aluden a este personaje:
- La Divina Comedia, obra de Dante Alighieri, narrativa de sus experiencias en el infierno, paraíso y purgatorio.
- Vida de Marco Bruto (1644), de Francisco de Quevedo.
- Julio César, obra de William Shakespeare.
- "La trama", cuento breve de Jorge Luis Borges, incluido en su libro El hacedor.
- "Brutus (Cicerón)", libro de Cicerón.
- "La leyenda del falso traidor", de Antonio Gómez Rufo.